# زغينة (لودر)

تعديل مصدري - تعديل

زغينة هي إحدى قرى عزلة زارة بمديرية لودر التابعة لمحافظة أبين، بلغ تعداد سكانها 904 نسمة حسب تعداد اليمن لعام 2004.